# Římskokatolická farnost Věteřov
Římskokatolická farnost Věteřov je územní společenství římských katolíků s farním kostelem svatého Cyrila a Metoděje a zemských patronů v děkanství hodonínském.

## Historie farnosti
Nejdříve náležel Věteřov duchovní správou do Břeclavi (dle zmínky v listině z roku 1131 o majetku olomouckého biskupství, kde se praví, že „z tehdejšího Věteřova patřily dva lány břeclavskému kostelu“), kde bylo zřejmě zřízeno arcijáhenství pro široké okolí. Na konci 13. století byl Věteřov přifařen do Ždánic, roku 1349 jsou zmínky o farnosti Lovčice, do které je počítán i Věteřov. Po roce 1630 byl Věteřov přifařen zpět do Ždánic, od roku 1717 pak opět do Lovčic.  Farní kostel byl vybudovaný v roce 1902 z peněz věteřovských občanů. V následujících letech byl Věteřov vyfařen z lovčické farnosti a duchovní správy v samostatné farnosti se ujal řád Křižovníků. Později v roce 1908 vybudována na náklady tohoto řádu secesní fara.

## Duchovní správci
Od roku 1997 zde působil jako farář D. Mgr. PharmDr. Josef Šedivý, OCr. (* 1967), který byl v červnu 2011 jmenován 48. velmistrem a generálem Rytířského řádu křižovníků s červenou hvězdou. 
Od srpna 2011 do července 2014 byl administrátorem D. Vít Martin Červenka, OPraem., novoříšský premonstrát. Od srpna 2014 byl farářem P. Mgr. Pavel Baxant, OCr., bratr bývalého litoměřického biskupa Jana Baxanta, který dosud působil v plzeňské diecézi. Koncem července 2024 odešel do důchodu na faru v Lužicích a novým farářem byl od 1. srpna 2024 ustanoven R. D. Mgr. Martin Pastrňák, který přišel z ostravsko-opavské diecéze.

## Bohoslužby
| Kostel                                       | Místo   | Bohoslužba (den)            | Hodina                         | Poznámka     |
| -------------------------------------------- | ------- | --------------------------- | ------------------------------ | ------------ |
| svatého Cyrila a Metoděje a zemských patronů | Věteřov | neděle středa čtvrtek pátek | 9.00 18.00 (zima)/19.00 (léto) | Farní kostel |

## Aktivity ve farnosti
Na 9. březen připadá Den vzájemných modliteb farností za bohoslovce a bohoslovců za farnosti brněnské diecéze. Adorační den se koná 29. července.
Výuka římskokatolického náboženství ve Věteřově ve školním roce 2013/2014 probíhala v místní škole každý čtvrtek.
Ve farnosti se pravidelně pořádá tříkrálová sbírka. V roce 2014 se při ní vybralo 17 060 korun, o rok později 16 593 korun. V roce 2016 se při sbírce vybralo 17 647 korun. 